# ГЕС Панкоу
ГЕС Панкоу (潘口水电站) — гідроелектростанція у центральній частині Китаю в провінції Хубей. Знаходячись перед ГЕС Xiǎoxuán, становить верхній ступінь каскаду на річці Духе, правій притоці Ханьшуй (лівий доплив Янцзи). При цьому вище по сточищу на витоках Духе також розташовані електростанції, зокрема, ГЕС Sōngshùlǐng та ГЕС Èpíng.
У межах проекту річку перекрили кам'яно-накидною греблею з бетонним облицюванням висотою 114 метрів, довжиною 292 метри та шириною по гребеню 10 метрів. Вона утримує водосховище з площею поверхні 61 км2 та об'ємом 2383 млн м3 (корисний об'єм 1120 млн м3) та нормальним рівнем на позначці 355 метрів НРМ.
Пригреблевий машинний зал обладнали двома турбінами типу Френсіс потужністю по 250 МВт, які використовують напір від 58 до 93 метрів (номінальний напір 83 метри) та забезпечують виробництво 994 млн кВт-год електроенергії на рік.
Видача продукції відбувається по ЛЕП, розрахованим на роботу під напругою 500 кВ та 220 кВ.